# Sweet Revenge
Sweet Revenge är ett musikalbum av John Prine, lanserat 1973 på Atlantic Records. Det var hans tredje studioalbum och det producerades av Arif Mardin. Prine komponerade alla albumets låtar utom den sista "Nine Pound Hammer" som var en traditionell komposition. Låten "Dear Abby" var inspelad live då Prine aldrig blev nöjd med den studioversion som spelades in av den. Albumet nådde plats 135 på Billboard 200-listan.

## Låtlista
(låtar utan angiven upphovsman av John Prine)
1. "Sweet Revenge"
2. "Please Don't Bury Me"
3. "Christmas in Prison"
4. "Dear Abby"
5. "Blue Umbrella"
6. "Often is a Word I Seldom Use"
7. "Onomatopoeia"
8. "Grandpa Was a Carpenter"
9. "The Accident (Things Could Be Worse)"
10. "Mexican Home"
11. "A Good Time"
12. "Nine Pound Hammer" (Trad.)